# Estació de Celrà
Celrà és una estació de ferrocarril a la població de Celrà, a la comarca del Gironès. L'estació es troba a la línia Barcelona-Girona-Portbou i hi tenen parada trens de la línia R11 dels serveis regionals de Rodalies de Catalunya, operats per Renfe Operadora. Aquesta estació de la línia de Girona va entrar en servei l'any 1877 quan va entrar en servei el tram construït per la Companyia dels Ferrocarrils de Tarragona a Barcelona i França (TBF) entre Girona i Figueres. El 2007, el propietari de la infraestructura, Adif va dur a terme obres de millora a l'estació, com elevar l'andana, la construcció d'una marquesina i l'enderrocament d'una nau de Renfe abandonada.
Han ocorregut dos accidents ferroviaris a l'estació, l'un el 12 d'octubre de 1918, i un segon el 6 de febrer de 1942. El 1918 hi hagué una col·lisió entre un tren de passatgers que es dirigia a França i un tren de mercaderies que feia maniobres. L'accident va acabar amb set morts i seixanta-tres ferits. L'estació disposa d'un edifici de viatgers i un moll de mercaderies, ambdós tancats. Tot i que l'edifici va ser concebut com a provisional, diferenciant-se estructuralment d'altres de la línia, ha perdurat i encara es conserva. Antigament un tramvia aeri unia les mines de Celrà amb l'estació per transportar ferro des d'aquesta estació de MZA fins als ports.
L'any 2016 va registrar l'entrada de 20.000 passatgers.
Rodalia de Girona
El Pla de Transport de Viatgers de Catalunya (PTVC) 2008-2012 preveu la creació d'una xarxa de rodalia a Girona, aquesta estació seria una de les estacions on trens de rodalia tindrien parada. Altres projectes de serveis ferroviaris en el que es veuria afectada aquesta estació és la creació del TramGavarres (servei de tren tramvia) que aprofitaria el tram existent entre Riudellots i Flaçà per crear una anella ferroviària per connectar el centre de les comarques gironines i la Costa Brava.
By-pass de Girona
La Cambra de Comerç va fer públic un document on recomana que el by-pass de mercaderies que s'ha de realitzar a l'estació de Girona inclogui les estacions de Celrà, Bordils-Juià i Flaçà per evitar la saturació quan es posi en marxa el sistema de rodalia. Inicialment aquest el nou ramal de mercaderies hauria d'acabar a Celrà.

## Línies
- Línia 270 (Barcelona-Celrà-Portbou)

| Procedència/Destinació                     | <      | Línia | >            | Procedència/Destinació                 |
| ------------------------------------------ | ------ | ----- | ------------ | -------------------------------------- |
| Rodalia de Girona                          |        |       |              |                                        |
| L'Hospitalet de Llobregat                  | Girona |       | Bordils-Juià | Figueres Portbou                       |
| Serveis regionals de Rodalies de Catalunya |        |       |              |                                        |
| Barcelona-Sants                            | Girona |       | Bordils-Juià | Figueres Portbou Cervera de la Marenda |